# Fritz Gause
Fritz Gause (Königsberg, 4 agosto 1893 – Essen, 24 dicembre 1973) è stato uno storico e archivista tedesco.

## Biografia
Fritz Gause nacque il 4 agosto 1893 a Königsberg (attuale Kaliningrad), figlio di August Gause e Margarete Hunke. Il fratello minore, Alfred Gause, intraprese la carriera militare, mentre Fritz, dopo aver conseguito il diploma presso il prestigioso Collegium Fridericianum, proseguì gli studi, conseguendo una laurea in storia, germanistica e geografia presso l'Università di Königsberg, con relatore lo storico Albert Brackmann. Nel 1914, Gause dovette interrompere gli studi, in quanto si arruolò volontario per prendere parte alla prima guerra mondiale, mentre nel 1921 conseguì il dottorato, il quale gli permise di essere nominato professore presso il gymnasium femminile Goethe-Oberlyzeum di Königsberg.
Nel 1938, Fritz Gause venne nominato direttore del Museo nazionale di Königsberg, un museo situato nel quartiere di Kneiphof, con sede nel vecchio municipio della città. Lo stesso anno, Gause divenne archivista presso l'Archivio pubblico di Königsberg e responsabile della biblioteca dell'Università albertina. L'anno successivo, nel 1939, la biblioteca conteneva ben 106.000 volumi, la maggior parte dei quali erano stati acquisiti proprio grazie alle conoscenze storiche di Fritz Gause.
Verso la fine della seconda guerra mondiale, quando il fronte orientale era in procinto di investire la città di Königsberg, Fritz Gause richiese al Gauleiter della Prussia Orientale, Erich Koch di poter fuggire dalla città per mettere in salvo tutti i 106.000 volumi custoditi nella biblioteca dell'università albertina. Tuttavia, il rappresentante dell'NSDAP rifiutò tale richiesta, imponendo a Gause il divieto di non poter lasciare Königsberg. L'archivio, il Museo nazionale e la biblioteca universitaria furono purtroppo completamente rase al suolo durante il bombardamento di Königsberg del 1944 e la successiva battaglia che colpì la città l'anno successivo. Pochissimi dei 106.000 volumi si conservarono e, con l'arrivo delle truppe sovietiche, Gause fatto prigioniero e trasferito in un campo in Polonia, dal quale fu estradato nel 1947.
Dopo il suo rilascio, Gause fu assunto come professore in un liceo femminile a Essen, ove insegnò fino al 1959, anno in cui gli fu garantito il pensionamento. In questi anni, Gause partecipò a diverse associazioni e progetti culturali che miravano a conservare la memoria della storia della città di Königsberg. Negli anni 60', Gause fu infatti nominato presidente del progetto culturale chiamato Stadtgemeinschaft Königsberg ("Associazione culturale della comunità cittadina di Königsberg"), riuscendo a convincere l'associazione a fondare a Duisburg l'Haus Königsberg, un museo storico che aprì i battenti per la prima volta il 20 ottobre 1968.
Tuttavia, durante la sua carriera come storico, Fritz Gause fece delle affermazioni controverse riguardo al regime nazista. In uno saggio pubblicato nel 1967, Deutsch-slawische Schicksalsgemeinschaft, Gause affermò che Adolf Hitler era moralmente giustificato a rivendicare i territori dati dal trattato di Versailles alla Polonia e che, in generale, la politica espansionista della Germania nazista era legittimata dal trattamento che gli alleati avevano conferito all'impero tedesco. Gause accusava gli storici a lui contemporanei di additare l'espansionismo nazista soltanto alla politica hitleriana, mentre lo storico tedesco vedeva come maggior responsabile il presidente degli Stati Uniti Woodrow Wilson. Nonostante Gause ribadì più volte che si opponeva alla politica interna del Führer, egli spesso sottolineò che le richieste territoriali dei nazisti erano perfettamente giustificate e che il movimento nazionalsocialista stesso rappresentava semplicemente un'altra forma del militarismo che aveva fin dalle origini caratterizzato lo stato prussiano. Gause arrivò addirittura a definire l'invasione nazista della Polonia come un'azione di liberazione della popolazione locale, spesso omettendo le atrocità che i tedeschi compirono durante la campagna militare.
Negli scritti riguardanti la storia di Königsberg, Gause sminuì la presenza della minoranza polacca che viveva all'interno della città, trascurando di citare l'esistenza di un sottocampo del campo di concentramento di Stutthof lì presente. Nonostante tali affermazioni controverse, nel 1972, il governo dello stato federale della Renania Settentrionale-Vestfalia conferì a Gause il titolo di professore universitario. Fritz Gause morì l'anno dopo, il 24 dicembre 1973, a Essen a causa di un infarto.

## Opere
- Die Landgerichte des Ordenslandes Preußen bis zur Säkularisation, unt. bes. Berücks. d. Landschöffenbücher von Bartenstein u. Gilgenburg/Hohenstein, Königsberg, Königsberg University Press, 1921.
- Die Geschichte der Stadt Königsberg in Preußen. Böhlau, Colonia, Königsberg University Press, 1921, ISBN 3-412-08896-X.
- Der Kämmereibesitz der Stadt Königsberg im 19. Jahrhundert, Königsberg, Gräfe und Unzer, 1924.
- Die Russen in Ostpreußen 1914/15, Königsberg, Gräfe und Unzer, 1931.
- Erbe und Aufgabe des deutschen Ostens, Monaco di Baviera, Gräfe und Unzer, 1955.
- Geschichte des Amtes und der Stadt Soldau, Marburgo, Herder-Institut, 1958, ISBN 3-931577-13-9.
- Ostpreußen, Essen, Burkhard-Verlag Heyer, 1958.
- Deutsch-slawische Schicksalsgemeinschaft, Würzburg, Holzner, 1967.
- Die Mittelalterliche deutsche Ostsiedlung, Stoccarda, Klett, 1969.
- Acta Prussica, Würzburg, Holzner, 1968.
- Neue Ortsnamen in Ostpreußen seit 1800, Amburgo, Verein für Familienforschung in Ost- und Westpreußen, 1983, ISBN 3-931577-13-9.
- Königsberg, so wie es war, Düsseldorf, Droste, 1983, ISBN 3-922953-53-0.
- Geschichte des Preußenlandes, Leer, Rautenberg, 1966, ISBN 3-7921-0005-3.
- Königsberg in Preußen. Die Geschichte einer europäischen Stadt, Leer, Rautenberg, 1987, ISBN 3-7921-0345-1.
- Kant und Königsberg bis heute, Rautenberg, 1989, ISBN 3-7921-0418-0.
- Ostpreußen und Westpreußen. Kleine Geschichte des Preußenlandes, Rautenberg, 1994, ISBN 3-7921-0535-7.